# Joseph Smith (1682-1770)

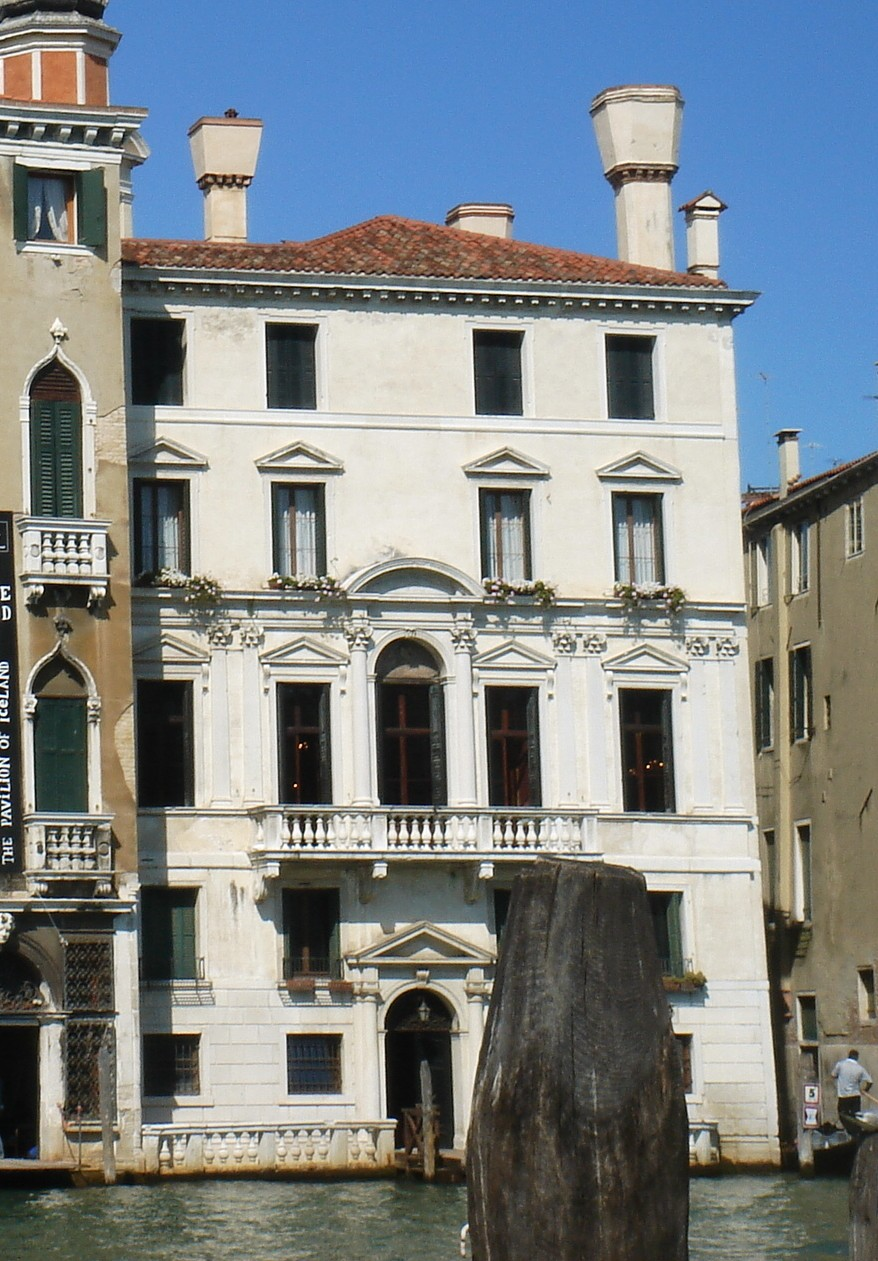
Palazzo Smith Mangilli Valmarana

Joseph Smith (1682 – Venezia, 6 novembre 1770) è stato un banchiere, collezionista d'arte e diplomatico inglese.

## Biografia
Fu il console britannico a Venezia, dal 1744 al 1760, mecenate di artisti, in particolare di Canaletto, collezionista d'arte, banchiere, e punto di riferimento per la comunità inglese a Venezia.
Joseph Smith si stabilì a Venezia nel 1700 svolgendo il lavoro di import-export e merchant banking in collaborazione con Thomas Williams banchiere londinese e console britannico in città; Smith, che morirà quasi centenario, quando arrivò a Venezia aveva solo 26 anni e molta voglia di imparare, non solo la pratica bancaria ma anche la cura di operazioni commerciali sui vini italiani, il grano, il pesce secco e, soprattutto, l'uva sultanina, ricercata dagli inglesi per preparare i tradizionali puddings. Vent'anni dopo, nel 1720 quando Williams lasciò la città lagunare Smith continuò l'attività economica mantenendola nella stessa sede di Palazzo Smith Mangilli Valmarana presso il sestiere di Cannaregio (n. 4392), e divenne lui stesso console britannico. 
Fu un appassionato collezionista, di dipinti e disegni, manoscritti e libri, monete e medaglie, e gemme incise, sviluppò questa sua passione nella città lagunare coinvolgendo i protagonisti del mondo artistico lagunare. Oltre a Canaletto, tra i pittori viventi nel XVIII secolo frequentò i protagonisti della scena artistica veneta. Il suo architetto favorito per la ricostruzione della facciata di Palazzo Smith Mangilli Valmarana, che acquisì dalla nobildonna Elena Balbi, fu Antonio Visentini famoso vedutista del settecento veneziano autore tra l’altro per conto del console inglese della pubblicazione “Admiranda Urbis Venetae” un insieme di tavole che rappresentavano le principali architetture della città.
Smith si trasformò prima in cliente degli artisti veneziani, in particolare del Canaletto, per poi diventare un vero e proprio mecenate e intermediario con la ricca clientela inglese, la sua attività raggiunse il culmine durante la seconda metà degli anni trenta quando importanti nobili inglesi come il Conte di Fitzwilliam, il Duca di Bedford, il Duca di Leeds e il Conte di Carlisle iniziarono a richiedere i quadri del Canaletto e di altri artisti.
Nel suo palazzo raccolse personalità quali Carlo Lodoli, Giovanni Poleni professore all'Università, Andrea Memmo, Tiepolo, Piazzetta, Gregorio Lazzarini, Giuseppe Zais, ma anche Apostolo Zeno, l'Algarotti, Carlo Goldoni, Giacomo Casanova, Scipione Maffei e ovviamente gli stessi Canaletto e Antonio Visentini . Sosteneva il lavoro di molti giovani intellettuali, aiutò il Pasquali e molto si avvalse del suo lavoro di stampatore in Campo San Bartolomio. Dalla sua storica stamperia, che si chiamava La felicità delle lettere uscirono opere di Voltaire, Linneo, Rousseau, Diderot ed anche libri proibiti: di Macchiavelli e Parini o scritti su Paolo Sarpi. In questo palazzo si tennero anche riunioni "politiche" nascoste sotto il titolo di incontri artistici, esse vedevano la partecipazione di intellettuali progressisti non solo italiani e di artisti: fra gli ammessi c'erano Pietro Longhi, Rosalba Carriera e Marco Ricci.
Joseph Smith nel 1762 vendette una parte della sua collezione al sovrano inglese Giorgio III che quando acquistò la collezione, Giorgio III regnava da solo due anni e non ne aveva che ventiquattro. Grazie alla varietà degli interessi collezionistici di Smith, il sovrano entrò in possesso di una vasta gamma di opere: splendidi disegni, pitture, gemme, monete, cammei, libri e manoscritti. La grande raccolta grafica costituisce un’affascinante rassegna dell’attività disegnativa di molti artisti operanti a Venezia ai tempi di Smith, e così divenne importante parte della Royal Collection.
Joseph Smith, che nel 1717 aveva sposato la cantante lirica Catherine Tofts, nota soprattutto in Inghilterra per i successi, continuò la sua opera di collezionista e morì nel 1770 a 96 anni.
Nel 1775 il suo palazzo ai Santi Apostoli venne venduto a Caterina Da Mula Pisani e nel 1784 fu acquistato dal conte Giuseppe Mangilli che lo ingrandì e lo innalzò di due piani, affidando il progetto a Giannantonio Selva. L'interno, pure allestito da Selva, ancora oggi conserva il più lussuoso ambiente in stile neo-classico di Venezia.
Fu membro della Massoneria.

## Nella cultura di massa
Joseph Smith è uno dei protagonisti del romanzo Le leggi del tempo di Andrea Perego (2016).